# (4976) Choukyongchol
(4976) Choukyongchol (1991 PM) – planetoida z grupy pasa głównego asteroid okrążająca Słońce w ciągu 5,26 lat w średniej odległości 3,02 j.a. Odkryta 9 sierpnia 1991 roku.